# Pervaporação
A pervaporação é um processo de separação por membranas em que um componente de uma mistura líquida passa preferencialmente através de uma membrana para o outro lado e passando para a fase gasosa. Usualmente são utilizadas condições de baixa pressão (vácuo) no lado da mistura permeada. Esta mistura tem composição diferente nos lados permeante e permeado, possibilitando a separação de componentes de uma mistura. Envolve dois processos distintos, uma difusão diferenciada dos componentes através da membrana, seguida de evaporação no lado de pressão mais baixa. O que controla a velocidade e o grau de separação dos componentes são as diferentes mobilidades moleculares dos componentes através da membrana, usualmente polimérica. Influem na mobilidade diferenciada parâmetros como o tamanho das moléculas a ser separadas e sua afinidade química com a malha polimérica.
A pervaporação é utilizada para:
- separar misturas azeotrópicas
- retirar impurezas orgânicas de uma solução aquosa
- secar compostos orgânicos
- retirar impurezas orgânicas de compostos orgânicos